# Oqtosh
Oqtosh (uzb. cyr.: Оқтош; ros.: Акташ, Aktasz) – miasto w środkowo-wschodnim Uzbekistanie, w wilajecie samarkandzkim, w dolinie Zarafszanu, siedziba administracyjna tumanu Narpay. W 1989 roku liczyło ok. 30 tys. mieszkańców. Ośrodek przemysłu włókienniczego i spożywczego.
Miejscowość otrzymała prawa miejskie w 1967 roku.